# Possad (oblast d'Arkhangelsk)
Possad (en russe : Каргопольский), aussi connu d'après son ancien nom Tourtchassovo (en russe : Турчасово) est un hameau russe de la municipalité de Tchekouïevo situé dans le raïon d'Onega dans le nord-ouest de l'oblast d'Arkhangelsk. Il fait partie du Nord russe, se trouve sur la rive droite du fleuve Onega, et sa population s'élevait à 142 habitants en 2012.  

## Géographie
Possad est située dans le coin nord-ouest de l'oblast d'Arkhangelsk, un sujet de Russie européenne qui fait partie du district fédéral du Nord-Ouest. La localité se trouve dans le sud du raïon d'Onega, un des  raïons de l'oblast. Le hameau se trouve à environ 59 kilomètres au sud-est du centre administratif du raïon, la ville d'Onega.
Il se trouve sur la rive droite du fleuve Onega, fleuve qui se jette dans la mer Blanche.
Le hameau fait partie de la municipalité de Tchekouïevo, qui a comme chef-lieu Antsiferovski Bor. Possad, comme tout l'oblast d'Arkhangelsk, est située dans le fuseau horaire MSK (heure de Moscou). Le décalage horaire appliqué par rapport au temps universel coordonné est +03:00.

## Histoire
Le village de Tourtchasovo sur Onega a été mentionné pour la première fois dans une charte de 1536 de Heinrich Staden dans les « Notes sur les affaires moscovites », du XVIe siècle. a écrit : Tourtchassov est une grande colonie non protégée. Ici, pour la première fois, le sel bouilli de la mer est pesé . Selon la légende, le nom signifie « tour de guet » (tur - tour, heure - montre). En 1590, Tourtchasovo fut ravagée par les Suédois.  En 1613, des détachements de voleurs de «rokoshniks» (rebelles) polono-lituaniens qui n'obéissaient pas au roi de Pologne, dirigés par Sidorka et Baryshpolets, passèrent par ici. Dans le « Livre du Grand Dessin », on l'appelle une ville, donc une sorte de fortification existait jusqu'en 1615. Les raids de Rokoshni se répétèrent en 1617-1619. Dans les années 1620, sur la rive gauche de l'Onega, une colonie de 42 mètres était mentionnée et sur la rive droite le fort Turchasovsky ou Chelyadinov, construit par Iouri Iakovlevitch Tcheliadine.  La prison a été rouverte après le Temps des Troubles en 1631.  On pense que le fort n'avait pas de bâtiments résidentiels (il était utilisé exclusivement comme abri) et que la colonie n'était pas initialement séparée du fort par le canal principal de l'Onega, qui coulait de l'ouest de la colline sur où se trouvait la colonie. À un moment donné, la rivière a changé son cours et l'ensemble architectural a reçu deux éléments dominants : la montagne de la prison et le complexe du temple sur la colline du village. 
Sous l'influence de l'architecture du monastère Solovetski, l'église de la Transfiguration avec la chapelle de Saint-Nicolas le Thaumaturge a été construite (consacrée en 1647), l'église de l'Annonciation avec les chapelles de Zosima et de Saint-Savvaty les faiseurs de miracles de Solovetski et de l'archange Michel (achevé en 1683-1684, en même temps la chapelle de la Décapitation de Jean fut consacrée Précurseurs dans l'église de la Transfiguration). On peut noter que la consécration de l'église de la Transfiguration et des chapelles est identique à celle de la cathédrale du monastère Solovetski. On sait qu'elle a remplacé l'église Saint-Nicolas, plus ancienne, par la chapelle du Sauveur (Transfiguration ?) à son emplacement d'origine. En outre, l'ensemble du cimetière comprenait sept « cellules » abritant divers services et institutions de charité publique. En 1776, l'ensemble brûla, mais fut restauré dans des formes proches de l'original.  L'ensemble du temple a atteint le milieu du 20e siècle dans le cadre de l'église d'été de la Transfiguration à cinq coupoles (1786), de l'église de l'Annonciation sous tente d'hiver avec deux chapelles (1795) et du clocher (1793). .  Il est intéressant de noter que le plan de l'église de l'Épiphanie, dessiné avant sa construction, a été conservé. 

## Démographie
Recensements (*) ou estimations de la population,,:
En 2002, la population était à 100 % composée de Russes.
|       | \| 2002* \| 2009 \| 2010* \| 2012 \| \| ----- \| ---- \| ----- \| ---- \| \| 183 \| 161 \| 119 \| 142 \| |       |      |
| 2002* | 2009 | 2010* | 2012 |
| 183   | 161 | 119   | 142  |

## Culture locale et patrimoine
Le pogost de Tourtchassovo, qui comprend l'église de la  Transfiguration-du-Sauveur,  se situe dans le village. Le monument est classé objet patrimonial culturel de Russie d'importance fédérale.

## Galerie

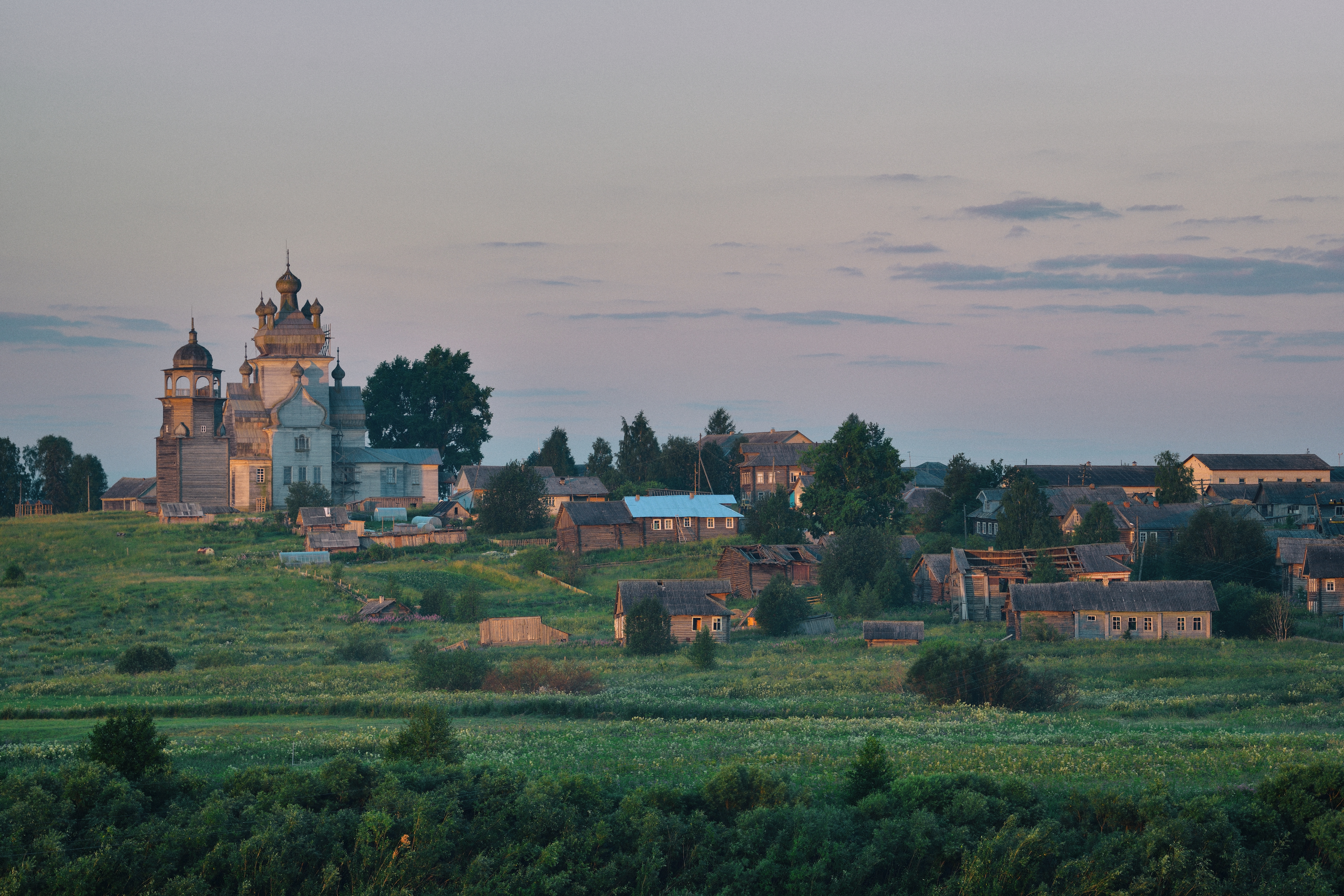
Vue du hameau et de son pogost.
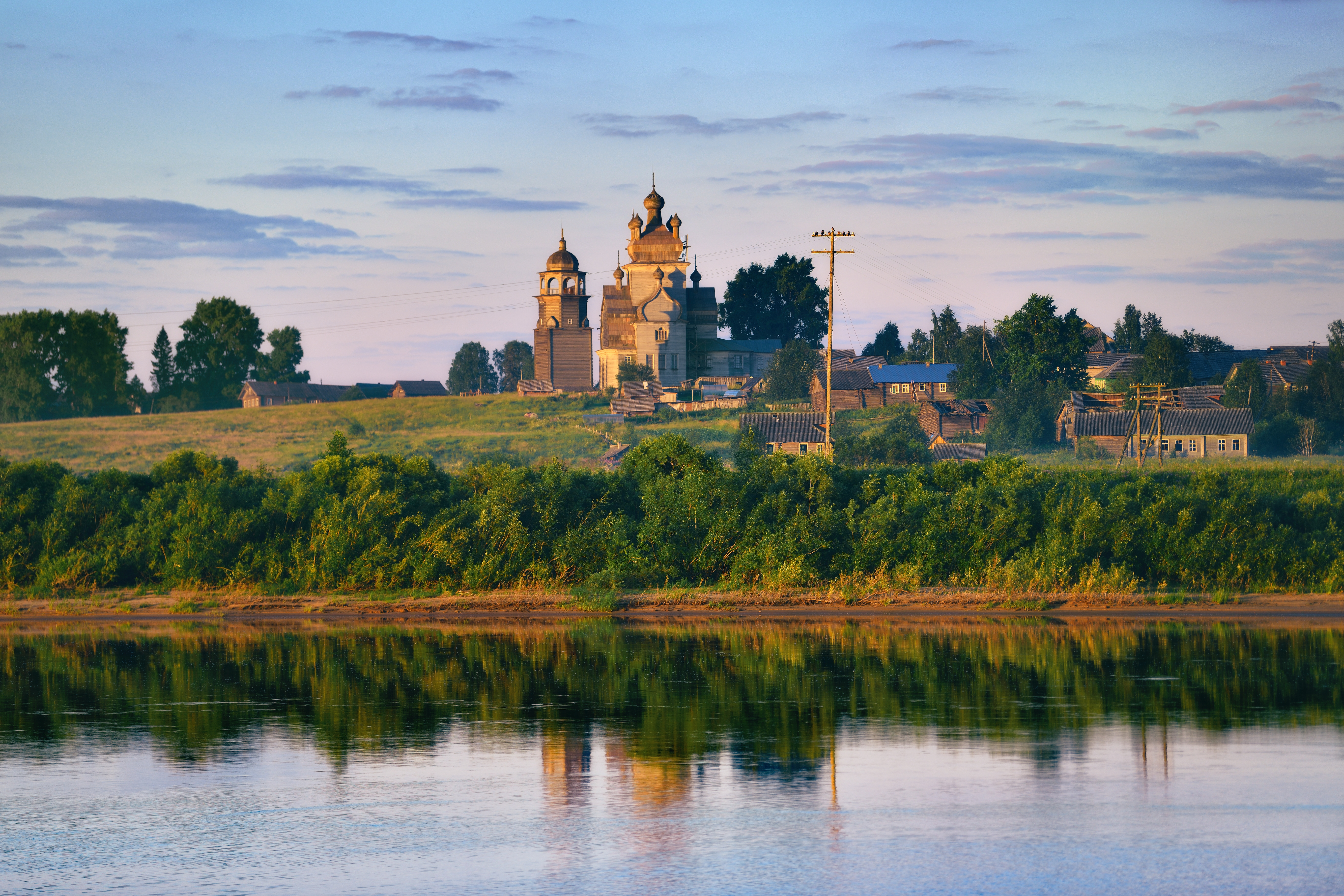
Vue depuis le fleuve Onega.
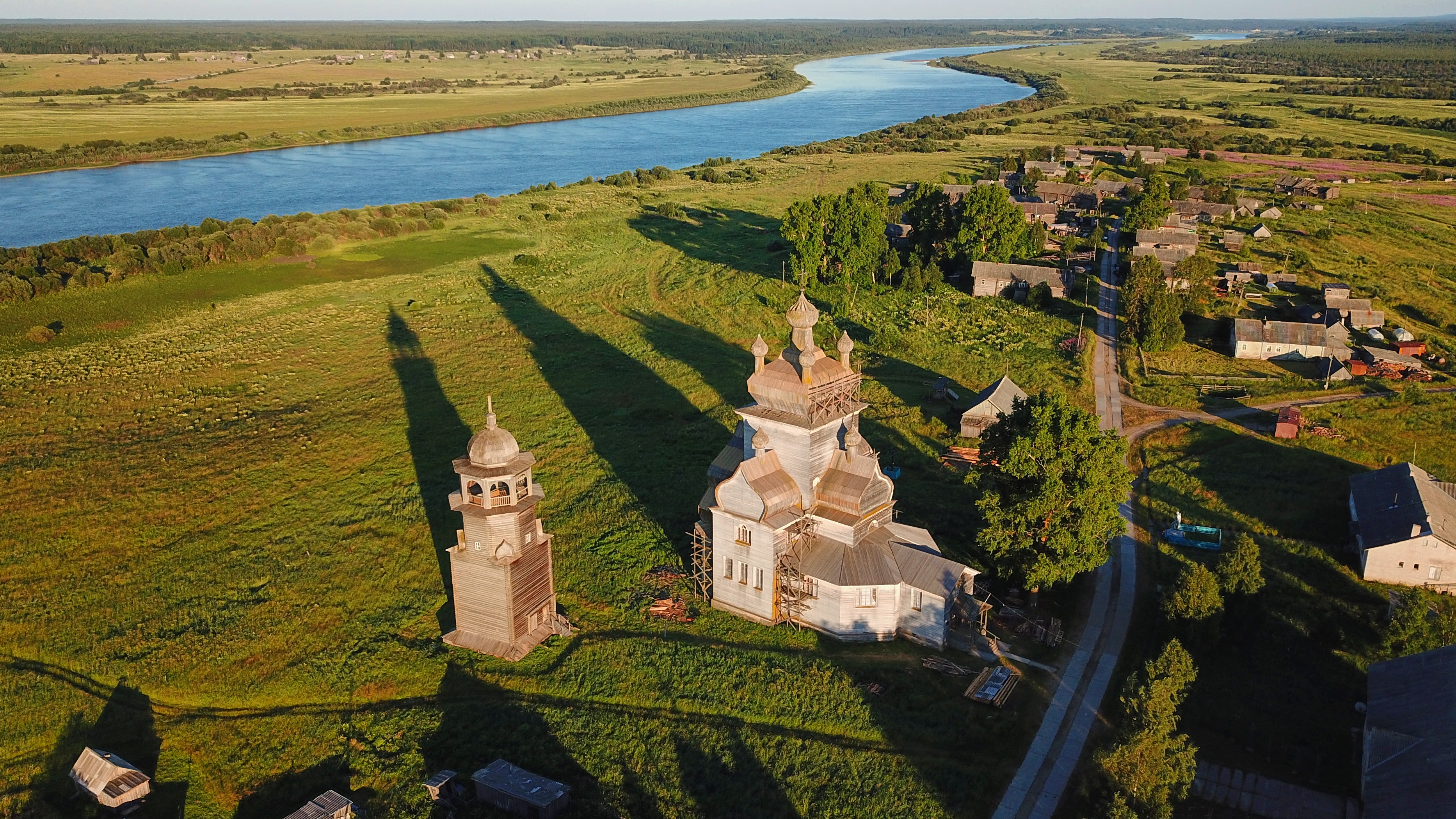
Vue aérienne du village.
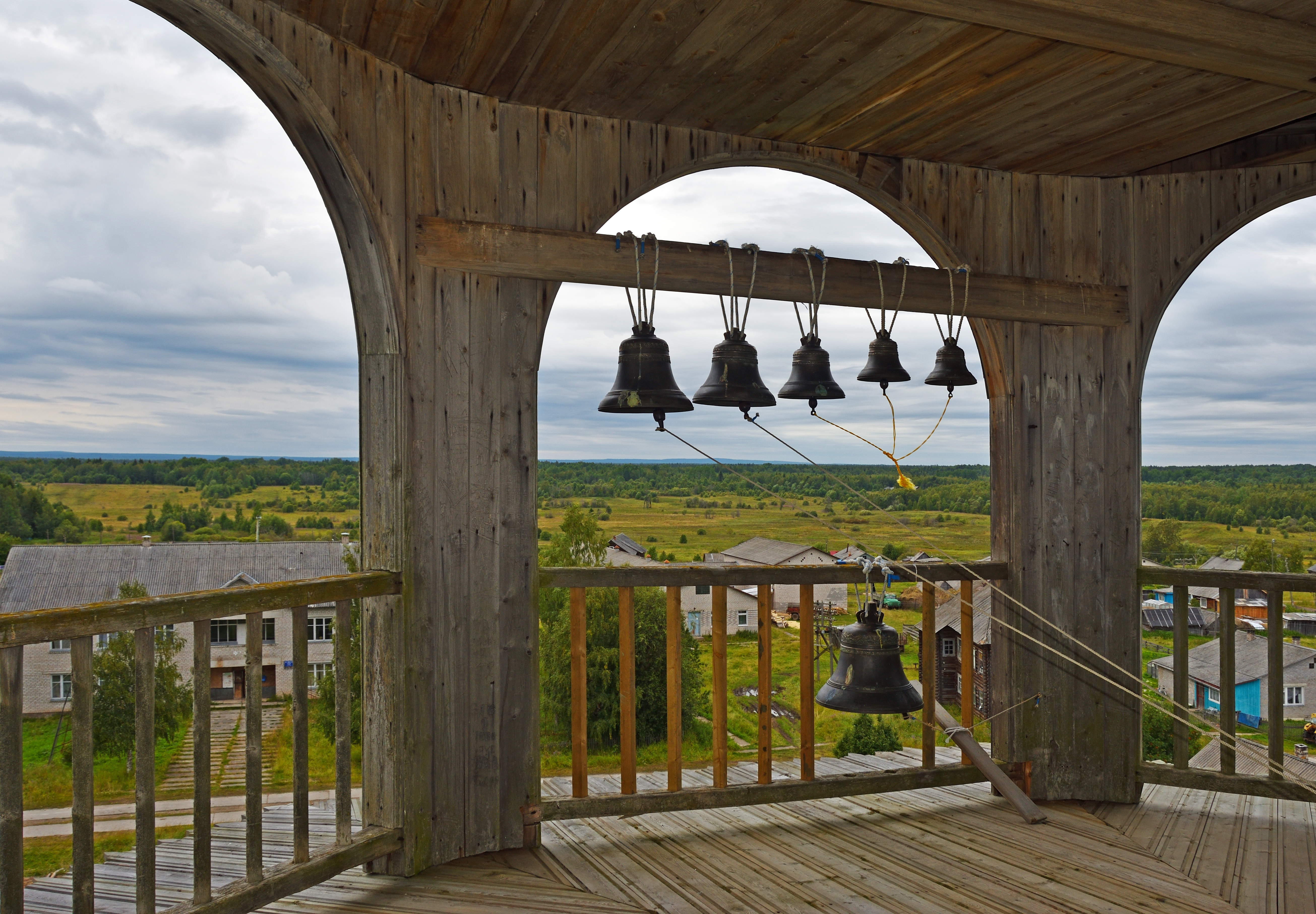
Vue depuis le clocher.